# Campeonato de Primera División 1966 (Bolivia)
El Campeonato Nacional de la FBF de 1966 fue el 6º torneo nacional en Bolivia que organizó la Federación Boliviana de Fútbol. El Campeón Nacional fue el Club Bolívar que obtuvo su primer Torneo Nacional en este formato y su primera Copa Simón Bolívar.

## Formato
Estabilizado el sistema de campeonato nacional y reconocida ya definitivamente la Copa Simón Bolivar se inició el torneo el 12 de octubre de 1966, una vez que se presentaron a los clasificados de las asociaciones de La Paz, Cochabamba, Oruro y Santa Cruz. El día 9 de octubre de ese año se reúne el consejo profesional de la FBF, aceptando el formato que se planteó en agosto de ese año: Tanto la asociación de La Paz y Cochabamba clasificarían a los tres primeros equipos de sus campeonatos, en cambio Santa Cruz y Oruro solo al campeón y subcampeón. Para uniformar las posibilidades de los clubes se harían tres fases, una inicial clasificatoria donde jugarían todos los subcampeones y los terceros de La Paz y Cochabamba, en dos grupos (grupo La Paz-Oruro y Cochabamba-Santa Cruz) de donde se clasificarían los dos primeros de cada triangular para pasar a la siguiente fase. La fase eliminatoria constaría de dos grupos compuestos por los campeones de las asociaciones y de los cuatro clasificados de la fase eliminatoria, serían otra vez los grupos La Paz-Oruro y Cochabamba-Santa Cruz, los dos mejores equipos de cada cuadrangular clasificarían a la última fase. Finalmente la fase final estaría compuesta por los cuatro clasificados de la anterior fase para jugar un cuadrangular típico donde el primero de ellos sería proclamado campeón y al segundo como subcampeón. La fase clasificatoria se llevó a cabo sin inconvenientes iniciándose el miércoles 12 de octubre y terminando el 31 de octubre. Luego el consejo profesional se reunió para reprogramar el campeonato debido a que decidió priorizar la preparación de la selección boliviana que intervendría en enero de la Copa América 1967, al ser la selección Boliviana campeón defensor se decidió apoyar la preparación de la misma, por lo que se jugaría la fase eliminatoria desde el 2 de noviembre hasta el 20 de noviembre, suspendiéndose luego el campeonato hasta febrero de 1967 donde se iniciaría la fase final. Lamentablemente esta fase, en el grupo Cochabamba-Santa Cruz tuvo un sinfín de problemas que prolongaron su duración hasta el 25 de noviembre (ver más adelante). La fase final se inició el 16 de febrero de 1967 y terminó el 5 de marzo sin más retrasos e inconvenientes. 
El Campeón y el subcampeón del torneo clasificaron a la Copa Libertadores 1967.

## Equipos y estadios
Participaron los clubes campeones y subcampeones 1966 de las Asociaciones de Fútbol de Cochabamba, La Paz, Oruro y Santa Cruz. Además de los terceros de al AFLP y AFC.
| Equipo                | Fundación                | Departamento | Ciudad                  | Estadio                     |
| --------------------- | ------------------------ | ------------ | ----------------------- | --------------------------- |
| Wilstermann           | 24 de noviembre de 1949  | Cochabamba   | Cochabamba              | Félix Capriles              |
| Aurora                | 27 de mayo de 1935       | Cochabamba   | Cochabamba              | Félix Capriles              |
| Litoral de Cochabamba | Sin datos                | Cochabamba   | Cochabamba              | Félix Capriles              |
| Bolívar               | 12 de abril de 1925      | La Paz       | La Paz                  | Olímpico La Paz             |
| 31 de Octubre         | 21 de noviembre de 1954  | La Paz       | La Paz                  | Olímpico La Paz             |
| Maestranza            | 6 de agosto de 1922      | La Paz       | Viacha                  | Olímpico La Paz             |
| San José              | 19 de marzo de 1942      | Oruro        | Oruro                   | Prefectural                 |
| Ferroviarios de Oruro | Sin datos.               | Oruro        | Oruro                   | Prefectural                 |
| Destroyers            | 14 de septiembre de 1948 | Santa Cruz   | Santa Cruz de la Sierra | Departamental de Santa Cruz |
| Oriente Petrolero     | 5 de noviembre de 1955   | Santa Cruz   | Santa Cruz de la Sierra | Departamental de Santa Cruz |

## Fase Clasificatoria

### Tabla de posiciones

#### Grupo La Paz-Oruro
| Pos | Equipo                | Pts | PJ | PG | PE | PP | GF | GC | Dif |
| --- | --------------------- | --- | -- | -- | -- | -- | -- | -- | --- |
| 1º  | 31 de Octubre         | 7   | 4  | 3  | 1  | 0  | 15 | 7  | 8   |
| 2º  | Maestranza            | 4   | 4  | 2  | 0  | 2  | 9  | 13 | -4  |
| 3º  | Ferroviarios de Oruro | 1   | 4  | 0  | 1  | 3  | 9  | 13 | -4  |

|  | Clasificados a la Fase Eliminatoria |

#### Grupo Cochabamba-Santa Cruz
| Pos | Equipo                | Pts | PJ | PG | PE | PP | GF | GC | Dif |
| --- | --------------------- | --- | -- | -- | -- | -- | -- | -- | --- |
| 1º  | Litoral de Cochabamba | 5   | 4  | 2  | 1  | 1  | 5  | 3  | 2   |
| 2º  | Oriente Petrolero     | 5   | 4  | 2  | 1  | 1  | 5  | 4  | 1   |
| 3º  | Aurora                | 2   | 4  | 1  | 0  | 3  | 2  | 5  | -3  |

|  | Clasificados a la Fase Eliminatoria                            |
|  | Equipo eliminado por abandonar el torneo al finalizar la fase. |

## Fase Eliminatoria

### Tabla de posiciones

#### Grupo La Paz-Oruro
| Pos | Equipo        | Pts | PJ | PG | PE | PP | GF | GC | Dif |
| --- | ------------- | --- | -- | -- | -- | -- | -- | -- | --- |
| 1º  | 31 de Octubre | 10  | 6  | 4  | 2  | 0  | 12 | 4  | 8   |
| 2º  | Bolívar       | 7   | 6  | 3  | 1  | 2  | 9  | 10 | -1  |
| 3º  | San José      | 5   | 6  | 2  | 1  | 3  | 10 | 12 | -2  |
| 4º  | Maestranza    | 2   | 6  | 1  | 0  | 5  | 7  | 12 | -5  |

Pts = Puntos; PJ = Partidos Jugados; G = Partidos Ganados; E = Partidos Empatados; P = Partidos Perdidos; GF = Goles Anotados; GC = Goles Recibidos; Dif = Diferencia de gol
|  | Clasificados a la Fase Final |

#### Grupo Cochabamba-Santa Cruz
| Pos | Equipo                | Pts | PJ | PG | PE | PP | GF | GC | Dif |
| --- | --------------------- | --- | -- | -- | -- | -- | -- | -- | --- |
| 1º  | Wilstermann           | 10  | 6  | 5  | 0  | 1  | 16 | 1  | 15  |
| 2º  | Litoral de Cochabamba | 4   | 5  | 1  | 2  | 2  | 4  | 8  | -4  |
| 3º  | Aurora                | 1   | 4  | 0  | 1  | 3  | 1  | 9  | -8  |
| 4º  | Destroyers            | 3   | 3  | 1  | 1  | 1  | 3  | 1  | 2   |

Pts = Puntos; PJ = Partidos Jugados; G = Partidos Ganados; E = Partidos Empatados; P = Partidos Perdidos; GF = Goles Anotados; GC = Goles Recibidos; Dif = Diferencia de gol
|  | Clasificados a la Fase Eliminatoria       |
|  | Equipo eliminado por abandonar el torneo. |

Nota.- Wilstermann jugó todos los partidos. Destroyers abandonó con solo tres partidos jugados. A Aurora se le adjudicó los cuatro puntos de los partidos que debía jugar con Destroyers. A Litoral solo se le adjudicó dos puntos del partido que no jugó con Destroyers.

## Fase Final

### Fixture de partidos y Resultados
| Bolivar | 2 - 1 | 31 de Octubre | Olímpico de La Paz | 16 de febrero de 1967 | 20:00 |
| Litoral | 1 – 1 | Wilstermann   | Felix Capriles     | 16 de febrero de 1967 | 20:00 |

| 31 de Octubre | 1 - 0 | Litoral | Olímpico de La Paz | 19 de febrero | 15:30 |
| Wilstermann   | 1 - 0 | Bolivar | Felix Capriles     | 19 de febrero | 15:30 |

| Bolivar     | 4 - 3 | Litoral       | Olímpico de La Paz | 23 de febrero | 20:00 |
| Wilstermann | 1 – 2 | 31 de Octubre | Felix Capriles     | 23 de febrero | 20:00 |

| 31 de Octubre | 1 - 4 | Bolivar | Olímpico de La Paz | 26 de febrero | 15:30 |
| Wilstermann   | 2 – 0 | Litoral | Felix Capriles     | 26 de febrero | 15:30 |

| Bolivar | 1 - 0 | Wilstermann   | Olímpico de La Paz | 2 de marzo | 20:00 |
| Litoral | 0 - 1 | 31 de Octubre | Félix Capriles     | 2 de marzo | 20:00 |

| 31 de Octubre | 2 – 0 | Wilstermann | Olímpico de La Paz | 5 de marzo | 15:30 |
| Litoral       | 1 - 1 | Bolivar     | Félix Capriles     | 5 de marzo | 15:30 |

### Tabla Final de Posiciones
| Pos | Equipo                | Pts | PJ | PG | PE | PP | GF | GC | Dif |
| --- | --------------------- | --- | -- | -- | -- | -- | -- | -- | --- |
| 1º  | Bolívar               | 9   | 6  | 4  | 1  | 1  | 12 | 7  | 5   |
| 2º  | 31 de Octubre         | 8   | 6  | 4  | 0  | 2  | 8  | 7  | 1   |
| 3º  | Wilstermann           | 5   | 6  | 2  | 1  | 3  | 5  | 6  | -1  |
| 4º  | Litoral de Cochabamba | 2   | 6  | 0  | 2  | 4  | 5  | 10 | -5  |

|  | Campeón Nacional, clasificado a la Copa Libertadores 1967.    |
|  | Subcampeón Nacional, clasificado a la Copa Libertadores 1967. |

## Problemática de la clasificación y abandono de los equipos cruceños
Para variar existieron serios problemas en el campeonato debido al mal uso que hicieron los equipos de la convocatoria y la poca claridad y control en la aplicación del reglamentos por parte de los dirigentes. Así pues una vez terminada la fase eliminatoria del grupo Cochabamba-Santa Cruz que fue el 30 de octubre de 1966, luego del partido Oriente Petrolero vs Aurora en Santa Cruz, que ganó el local por 2 a 0, es que los dirigentes de Aurora apelan ese partido aduciendo la indebida habilitación de tres jugadores paraguayos que jugaron en Oriente Petrolero. Dado que con esos puntos Aurora alcanzaba el segundo lugar, y por lo mismo la clasificación, se solicitó suspender el campeonato hasta resolver la apelación. Esto evitó el inicio contiguo que se debía realizar con el otro grupo (La Paz – Oruro) el día 2 de noviembre. El comité de penas de la FBF al seguir los procedimientos no podría dar un veredicto si no después de dos semanas, tiempo que no era posible esperar dado que la selección nacional debía concentrarse el mismo 21 de ese mes, así que el consejo profesional decretó que los otros clasificados; Wilstermann, Destroyers y Litoral, jueguen mientras se resolvía la disputa, lo que reprogramó los partidos que empezaron el 6 de noviembre. Aun así solo se realizaron 5 de los 6 partidos que debían realizarse entre los tres.
Para el día 11 de noviembre no había posible solución por lo que se decidió esperar la respuesta de la Asociación Paraguaya de Fútbol sobre la libertad de pase de los tres jugadores paraguayos, pero dado que hasta el día 14 no llegaba ninguna respuesta fue que se propuso la solución “salomónica” de un partido definitorio entre Aurora y Oriente Petrolero. Los dirigentes cruceños negaron presentarse a ese partido y solicitaron esperar y suspender el campeonato hasta el próximo año si fuera necesario. La FBF se puso firme y convocó el partido para el día 16 en Sucre. Oriente negó presentarse y sorprendió a todos decidiendo el abandono del campeonato, aduciendo “favoritismo” y “falta de equidad” por lo que el día 17 el consejo profesional acepta el abandono de Oriente y nombra como segundo clasificado al Club Aurora.
Esto no quedó ahí, ese mismo día jugaron en Santa Cruz Destroyers contra Wilstermann, con victoria del local por 3 a 1 pero en un escandaloso partido lleno de incidentes y agresiones entre los jugadores de ambos equipos y el abandono de la cancha por parte de los visitantes. Los dirigentes de Destroyers aduciendo que se sintieron agredidos solicitaron la suspensión del club Wilstermann, al no haber respuesta inmediata Destroyers negó presentarse en Cochabamaba para jugar con Litoral el día 20 y, de manera sorpresiva, el día 19 decidió abandonar el campeonato, pese a que ya había jugado 3 partidos. Según ellos en apoyo a los equipos cruceños, pues sentían que habían sido vulnerados sus garantías por parte de los dirigentes de la FBF, por lo que insistieron en que no se presentarían más al campeonato Simón Bolívar, la FBF no aceptó tal amenaza y en los meses posteriores sancionó a los equipos cruceños por haber abandonado el campeonato. 
Estos abandonos solo favorecieron a Aurora, y sin embargo, al final le perjudicaron, pues dado que se cumpliría la fecha de suspensión del campeonato el día 20, se decidió postergar la incorporación de los equipos cochabambinos mientras se hacía la "maratón" de partidos de Aurora contra Wilstermann y Litoral, para que entre el día 18 y 24 jueguen sus cuatro partidos. Se evidenció lo dispar que fue para Aurora pues solo ganó un punto en esta seguidilla de partidos. Por último la decisión más escandalosa fue la de otorgar los cuatro puntos de los partidos que se debían jugar entre Aurora y Destroyers a los Cochabambinos, lo que molestó a Litoral que solo tendría dos puntos, pues había jugado con Destroyers en Santa Cruz uno de los encuentros, logrando un empate, este último resultado fue reconocido y mantenido. Para fortuna de todos, se jugó el partido definitorio entre Litoral y Aurora resultando un empate que permitió la clasificación de Litoral y con lo cual se olvidó definitivamente el problema.